# Fuencaliente (ort)
Fuencaliente är en ort i Spanien.   Den ligger i provinsen Provincia de Ciudad Real och regionen Kastilien-La Mancha, i den centrala delen av landet, 140 km söder om huvudstaden Madrid. Fuencaliente ligger 647 meter över havet och antalet invånare är 1 235.
Terrängen runt Fuencaliente är huvudsakligen kuperad, men åt sydost är den platt.Runt Fuencaliente är det glesbefolkat, med 12 invånare per kvadratkilometer. Närmaste större samhälle är Porzuna, 11,9 km väster om Fuencaliente. Omgivningarna runt Fuencaliente är i huvudsak ett öppet busklandskap.